# District de Rheintal
Le district de Rheintal était un ancien district du canton de Saint-Gall.

## Histoire
Le district est créé en 1803 et disparaît en 1831, remplacé par les districts d'Oberrheintal et d'Unterrheintal.